# Цві Піран
Цві Піран (івр. צבי פירן; нар. 6 травня 1949, Тель-Авів) — ізраїльський астрофізик, відомий своїми роботами про гамма-спалахи.

## Біографія
З 1967 року Піран вивчав математику та фізику в Тель-Авівському університеті, а в 1970 році отримав ступінь бакалавра. Потім він проходив військову службу до 1972 року і отримав ступінь доктора астрофізики в Тель-Авівському університеті в 1976 році під керівництвом з Якоба Шахама і Йозефа Каца. Дисертація була присвячена моделюванню спалахів гамма-випромінювання від нестабільності навколо чорних дір. Потім він працював постдоком в Оксфорді під керівництвом Денніса Шіами (1976—1977) і в Техаському університеті в Остіні під керівництвом Брайса ДеВітта (1977—1979), займаючись чисельною теорією відносності та джетами в активних ядрах галактик. З 1980 по 1987 рік він працював в Інституті перспективних досліджень і водночас був професором Єврейського університету.
З 1990 по 1993 рік він працював у Центрі астрофізики Гарвардського університету, а в 1998—1999 роках був запрошеним професором у Колумбійському та Нью-Йоркському університетах. У 2004—2005 році він був стипендіатом Мура в Каліфорнійському технологічному інституті. З 2005 по 2009 рік він був деканом Школи бізнес-адміністрування Єврейського університету.

## Наукові результати
У 1988 році разом з Д. Ейхлером, Маріо Лівіо та Девідом Шраммом він запропонував, що гамма-спалахи утворюються під час злиття нейтронних зір, і зараз ця теорія є загальноприйнятою. Він розширив модель вогняної кулі під час гамма-спалахів, запропоновану Богданом Пачинським і Дж. Гудманом у 1980-х роках, і висунув гіпотезу про зв'язок гамма-спалахів з утворенням чорних дір. Піран написав оглядові статті про гамма-спалахи, які стали частиною стандартної літератури з цієї теми. Він був одним з перших прихильників походження гамма-спалахів за межами нашої галактики (як і Богдан Пачинський), що було пізніше підтверджено вимірюванням червоного зсуву в післясвітінні гамма-спалахів у 1997 році, в якому він також брав участь. У 1999 році Піран продемонстрував утворення джетів у гамма-спалахах та дослідив руйнування зір приливними силами надмасивної чорної діри (припливне руйнування) як можливу причину деяких гамма-спалахів.
У 2014 році разом з Раулем Хіменесом він досліджував роль гамма-спалахів в еволюції життя. Він підрахував 50-відсоткову ймовірність того, що гамма-спалах міг спричинити масове вимирання на Землі за останні 500 мільйонів років. Вплив гамма-спалахів є найбільшим поблизу галактичного центру, що робить внутрішню частину Галактики непридатною для життя. Імовірність смертоносних гамма-спалахів становить 95 відсотків у радіусі 4 кілопарсеків від центру і падає нижче 50 відсотків лише на галактичному радіусі 10 кілопарсеків. На думку Пірана і Хіменеса, життя, подібне земному, можливе лише у зовнішніх областях великих галактик — лише приблизно в 10 відсотках галактик. Крім того, на червоних зміщеннях {\displaystyle z>0{,}5} життя, схоже на земне, неможливе, оскільки гамма-спалахи частіші, а галактики менші.
У 1985 році Піран був одним із перших, хто застосував чисельну теорію відносності для розрахунку гравітаційних хвиль від утворення у гравітаційному колапсі чорних дір, що обертаються.
У 1998 році разом із Шахаром Ходом він показав, що внутрішня структура чорних дір (змодельована на основі гравітаційного колапсу заряджених скалярних полів) є нестабільною (призводить до інфляції).
У 1990 році разом з Офером Лахавом і Робертом Неміроффом він вперше показав, що розподіл галактик у Всесвіті залежить від типу галактик.
У 1990 році разом з Амосом Орі він показав загальне утворення голих сингулярностей (і, отже, порушення гіпотези космічної цензури) у гравітаційному колапсі ідеальних баротропних рідин (на відміну від класичного сценарію Оппенгеймера-Снайдера, який моделює матерію як пил).

## Відзнаки
- 2009 — ERC Advanced Grant
- 2019 — премія EMET
- 2021 — нагорода Марселя Гроссманна

## Шрифти (вибір)
- з R. F. Stark: Gravitational-wave emission from rotating gravitational collapse, Physical Review Letters, Band 55, 1985, S. 891—894.
- з Ruth Williams: Inflation in universes with a massive scalar field, Physics Letters B, Band 163, 1985, S. 331—335
- з D. Eichler, M. Livio, David Schramm: Nucleosynthesis, neutrino bursts and gamma-rays from coalescing neutron stars, Nature, Band 340, 1988, S. 126—128.
- з J. Bahcall, J. Ostriker: Towards Understanding Gamma-Ray Bursts, Nature, Band 340, 1989, S. 126—128.
- з Shemi Arnotz: The appearance of cosmic fireballs, Astrophysical Journal Letters, Band 365, 1990, S. 55–88.
- з Ofer Lahav, Robert J. Nemiroff: Relative bias parameters from angular correlations of optical and IRAS galaxies, Astrophysical Journal, Band 350, 1990, S. 119—124
- з Amos Ori: Naked singularities and other features of self-similar general-relativistic gravitational collapse, Physical Review D, Band 42, 1990, S. 1068—1090. Abstract
- з Dalia Goldwirth: Initial conditions for inflation, Physics Reports, Band 214, 1992, S. 223—292, Abstract
- з C. Kochanek: Gravitational Waves and Gamma-Ray Bursts, Astrophysical Journal Letters, Band. 417, 1993, L17–L23, Arxiv
- Toward understanding gamma-ray bursts, in: J. N. Bahcall, J. Ostriker (Hrsg.), Unsolved Problems in Astrophysics, 1997, S. 343.
- з Shahar Hod: Mass Inflation in Dynamical Gravitational Collapse of a Charged Scalar Field, Physical Review Letters, Band 81, 1998, S. 1554—1557. Arxiv
- з R. Sari, R. Narayan: Spectra and Light Curves of Gamma-Ray Burst Afterglows, Astrophysical Journal Letters, Band 497, 1998, S. L 17–20, Arxiv
- Gamma-ray bursts and the fireball model, Physics Reports, Band 314, 1999, S. 575—667, Arxiv
- The physics of gamma-ray bursts, Reviews of Modern Physics, Band 76, 1999, S. 1143—1210, Arxiv
- з R. Sari J. P. Halpern: Jets in Gamma Ray Bursts, Astrophysical Journal Letters, Band 519, 1999, S. L 17–20. Arxiv
- з D. Guetta: The BATSE-Swift luminosity and redshift distributions of short-duration GRBs, Astronomy and Astrophysics, Band 453, 2006, S. 823—828, Arxiv
- з J. Krolik: Swift J1644+57: A White Dwarf Tidally Disrupted by a {\displaystyle 10^{4}M_{odot}} Black Hole ?, Astroph. J., Band 743, 2011, S. 134, Arxiv
- з R. Jimenez: Possible Role of Gamma Ray Bursts on Life Extinction in the Universe, Physical Review Letters, Band 113, 2014, S. 231102, Arxiv
- з K. Ioka, K. Hotokezaka: Are Ultra-Long Gamma-Ray Bursts Caused by Blue Supergiant Collapsars, Newborn Magnetars, or White Dwarf Tidal Disruption Events?, Astrophysical Journal, Band 833, 2016, S. 110, Arxiv

З 1980-х років він був співредактором (в тому числі, зі Стівеном Вайнбергом) кількох томів антологій Єрусалимської зимової школи з теоретичної фізики, опублікованих World Scientific.